# Grande-Vallée
Pour les articles homonymes, voir Grande Vallée.
Grande-Vallée est une municipalité du Québec (Canada) située dans la municipalité régionale de comté de La Côte-de-Gaspé et dans la région administrative de la Gaspésie–Îles-de-la-Madeleine. En plus du village de Grande-Vallée en tant que tel, la municipalité comprend deux hameaux : Grande-Vallée-des-Monts et Anse-à-Mercier.

## Toponymie

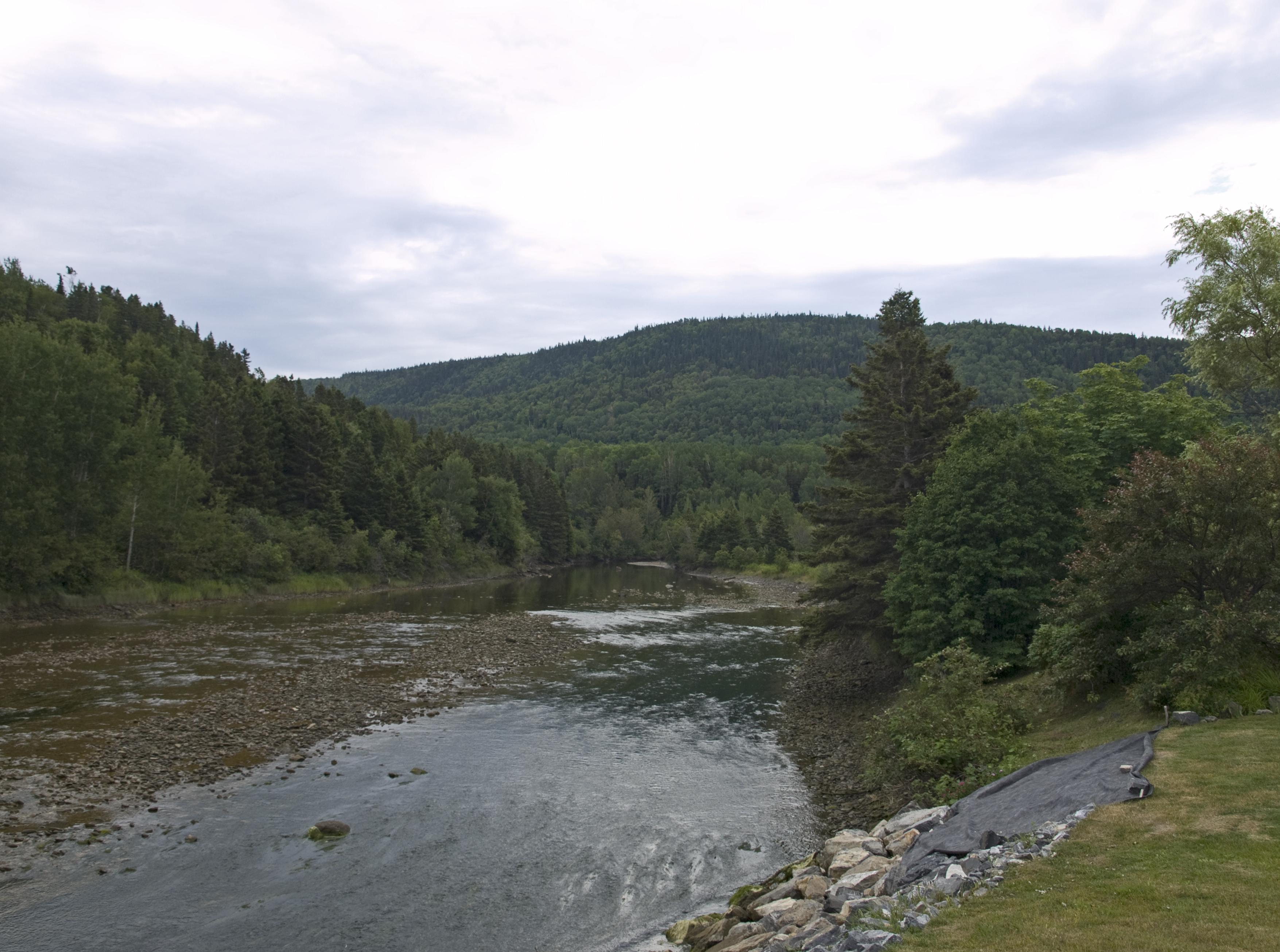
La rivière de la Grande Vallée.

Le toponyme Grande-Vallée tire son nom de la rivière de la Grande Vallée, il est utilisé dès 1691 alors que le gouverneur général concède une seigneurie à François Hazeur sous l'appellation La Grande-Vallée-des-Monts. Le nom a également pris les formes de Great Valley et de Grand Vallée au fil des ans. La présence d'une large vallée fertile formée par la rivière a créé cette dénomination.
Quant à la paroisse catholique de Saint-François-Xavier-de-Grande-Vallée, elle fut mise sous le patronage de saint François-Xavier en souvenir de François-Xavier Bossé qui fut curé à Douglasstown, à Grande-Rivière et à Rivière-au-Renard ainsi que missionnaire sur la Côte-Nord.

## Histoire

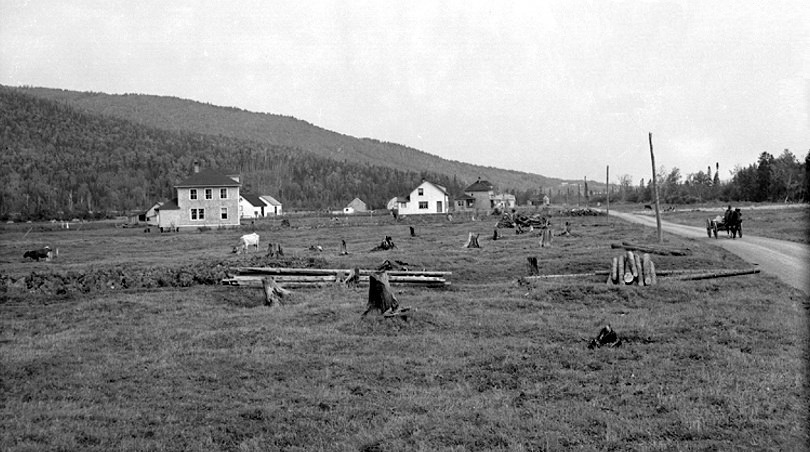
Vue de la colonie de Grande-Vallée en 1943.

La région est fréquentée avec le XVIIe siècle par les Micmacs. On a également découvert une hache ayant appartenu aux Iroquoiens du Saint-Laurent.[réf. nécessaire] En 1691, Louis de Buade, comte de Frontenac, gouverneur de la Nouvelle-France, concéda la seigneurie de Grande-Vallée-des-Monts-Notre-Dame à François Hazeur, un riche marchand de Québec. Celle-ci s'étendait alors jusqu’à la seigneurie de la Rivière-Magdeleine à l'ouest, et à l'est jusqu’à celle de l'anse de l'étang (portage Saint-Hélier). À sa mort, François Hazeur donna comme héritage la seigneurie de Grande-Vallée-des-Monts à Michel Sarazin, chirurgien du roi, marié à sa fille. En septembre 1758, les troupes de Wolfe capturèrent un Français à Grande-Vallée. C'est la déportation de la Gaspésie.
À l'automne 1842, Alexis Caron, sa femme Angélique Frigault et leur famille, de Saint-Thomas-de-Montmagny, s'échouèrent dans la rivière Grande-Vallée. Au printemps de la même année, ils décidèrent de s'y établir sans savoir qu'ils se trouvaient sur le territoire de la seigneurie de la Grande-Vallée-des-Monts. Au printemps 1843, Étienne Fournier, sa femme Suzanne Robin et leur famille vinrent rejoindre la famille Caron. En 1847, c'est au tour des frères Pierre et François Minville, également de Montmagny, d'arriver à Grande-Vallée.
En 1851, les habitants de Grande-Vallée apprirent que leurs terrains faisaient partie de la seigneurie qui appartenait alors au colonel Richard Henry John Beaumont McCumming, un riche Londonien. Celui-ci finit par leur céder ses terres. En 1863, Grande-Vallée comptait une douzaine de familles. On y construisit alors une chapelle pour y célébrer la messe.
En 1906, Grande-Vallée fut érigée en desserte et placée sous le patronage de saint François-Xavier. En 1910, les travaux de construction de l'église débutèrent. En 1923, le pont Galipeault fut construit.
En 1926, la paroisse fut érigée. L'année suivante, la municipalité fut fondée. Arthur S. Fournier en fut le premier maire. Son fils Arthur Jr. devint le gérant de la première  coopérative de pêcheurs, fondée en 1930. Huit ans plus tard naît le projet de développer la colonie de Grande-Vallée, sur recommandations d'un fils du pays, Esdras Minville, et d' Henry Lemaître Auger, ministre de la Colonisation. La coopérative forestière est établie l'année suivante.
En 1943, un homme du nom de James Bolduc fut porté disparu dans la nuit du 8 mai, la raison de sa disparition est encore aujourd'hui inconnue et son corps n'a jamais pu être retrouvé ou identifié.

## Géographie
Grande-Vallée est située sur la rive de l'estuaire maritime du Saint-Laurent sur la péninsule gaspésienne à 600 km au nord-est de Québec et à 90 km au nord-ouest de Gaspé. La municipalité fait partie de la municipalité régionale de comté de La Côte-de-Gaspé dans la région administrative de la Gaspésie–Îles-de-la-Madeleine. Outre le noyau villageois de Grande-Vallée, la municipalité s'est développée autour de deux hameaux : Grande-Vallée-des-Monts et Anse-à-Mercier.
La Rivière de la Grande Vallée traverse la municipalité du nord-ouest au sud.

## Démographie

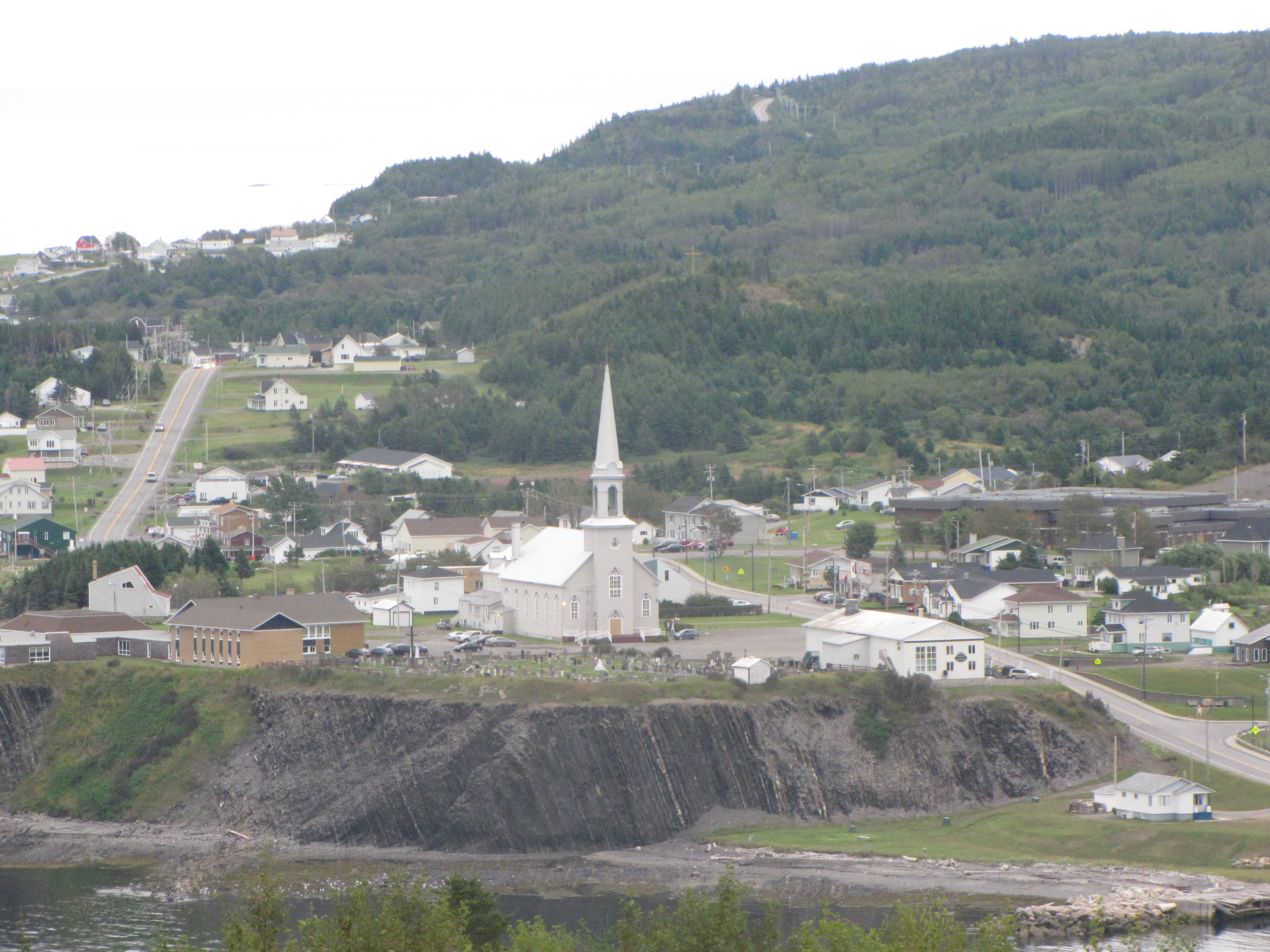
Grande-Vallée en 2010.

| 1861 | 1871 | 1881 | 1891 | 1901 | 1911 | 1921 | 1931 |
| ---- | ---- | ---- | ---- | ---- | ---- | ---- | ---- |
| 304  | 318  | 713  | 575  | 314  | 570  | 750  | 928  |

| 1941 | 1951  | 1956  | 1961  | 1966  | 1971  | 1976  | 1981  |
| ---- | ----- | ----- | ----- | ----- | ----- | ----- | ----- |
| 827  | 1 068 | 1 263 | 1 490 | 1 461 | 1 412 | 1 493 | 1 612 |

| 1986  | 1991  | 1996  | 2001  | 2006  | 2011  | 2016  | 2021  |
| ----- | ----- | ----- | ----- | ----- | ----- | ----- | ----- |
| 1 561 | 1 420 | 1 431 | 1 309 | 1 230 | 1 137 | 1 057 | 1 077 |

## Administration
| Période | Période | Identité           | Étiquette | Qualité |
| ------- | ------- | ------------------ | --------- | ------- |
| 1927    | 1933    | Arthur S. Fournier |           |         |
| 1933    | 1945    | Wilfrid Fournier   |           |         |
| 1945    | 1951    | Georges Fournier   |           |         |
| 1951    | 1959    | Robert Lebreux     |           |         |
| 1959    | 1960    | Rodolphe Fournier  |           |         |
| 1960    | 1969    | Robert Lebreux     |           |         |
| 1969    | 1978    | Rock Fournier      |           |         |
| 1978    | 1986    | Jean-Claude Côté   |           |         |
| 1986    | 1993    | Nelson Fournier    |           |         |
| 1993    | 2005    | Sylvain Bouchard   |           |         |

Les élections municipales se font en bloc pour le maire et les six conseillers.
| Grande-Vallée Maires depuis 2001                                                                                     |                  |         |          |
| Élection | Maire            | Qualité | Résultat |
| 2001 | Sylvain Bouchard |         | Voir     |
| 2005 | Gabriel Minville |         | Voir     |
| 2009 | Nathalie Côté    |         | Voir     |
| 2013 | Nathalie Côté    | Voir    |          |
| 2017 | Noël Richard     |         | Voir     |
| 2021 | Noël Richard     | Voir    |          |
| Élection partielle en italique Depuis 2005, les élections sont simultanées dans toutes les municipalités québécoises |                  |         |          |

## Personnalités

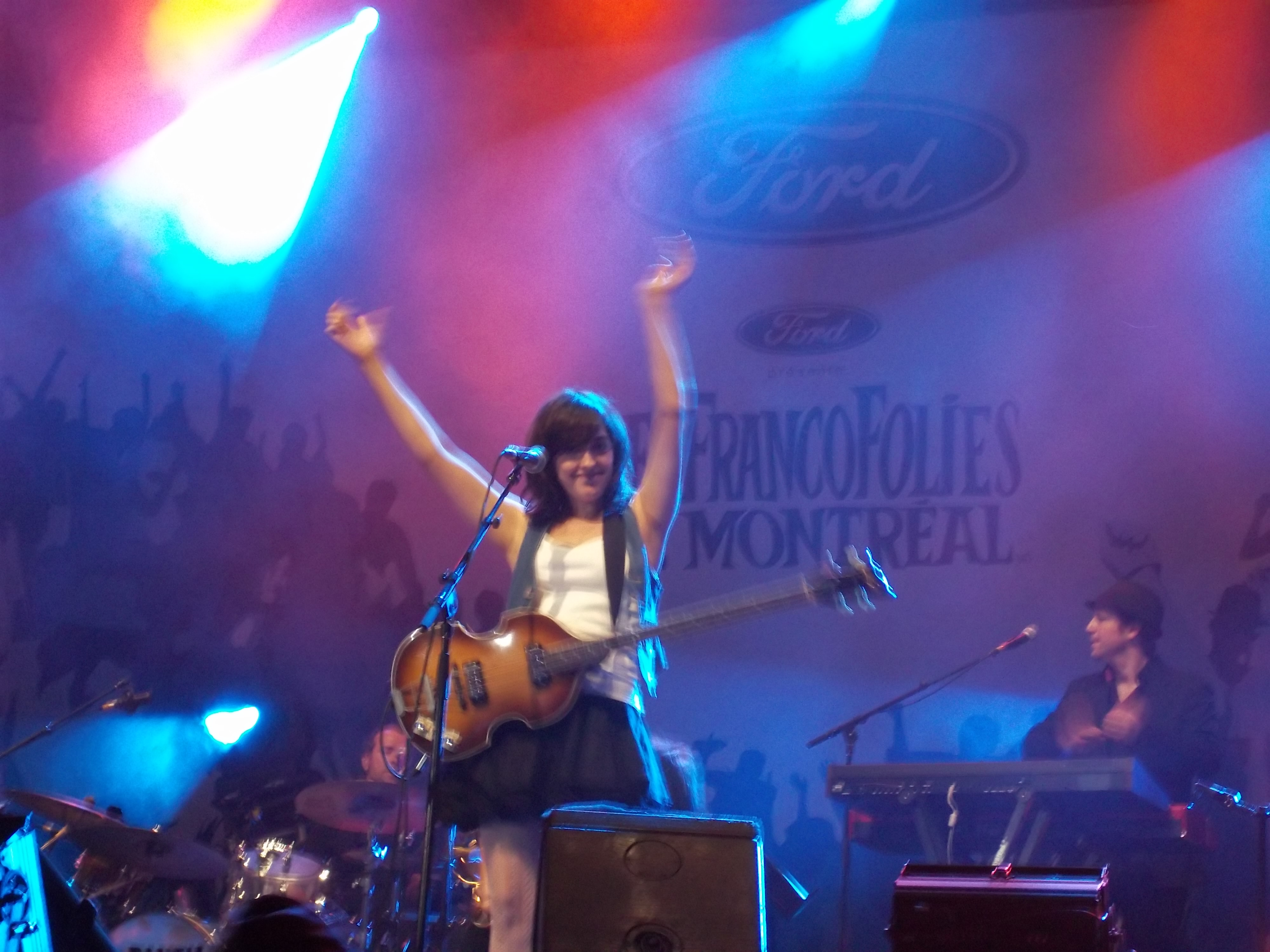
Marie-Pierre Arthur.

- Esdras Minville, né à Grande-Vallée en 1896, fils de Joseph Minville et d'Adélaïde Fournier. Ce personnage fut nommé directeur de l'école des hautes études commerciales de Montréal. Il fut dans la lignée d'Henri Bourassa et de Lionel Groulx. Il fut également le fondateur de la colonie de Grande-Vallée ; Grande-Vallée-des-Monts. Il meurt en 1975, il fut dans sa vie un grand économiste et sociologue québécois[5].
- La chanteuse Marie-Pierre Arthur
- Le chanteur Manuel Brault (Brault-Fréchette)
- La chef de chœur Guylaine Fournier
- Le chanteur Nelson Minville

## Galerie

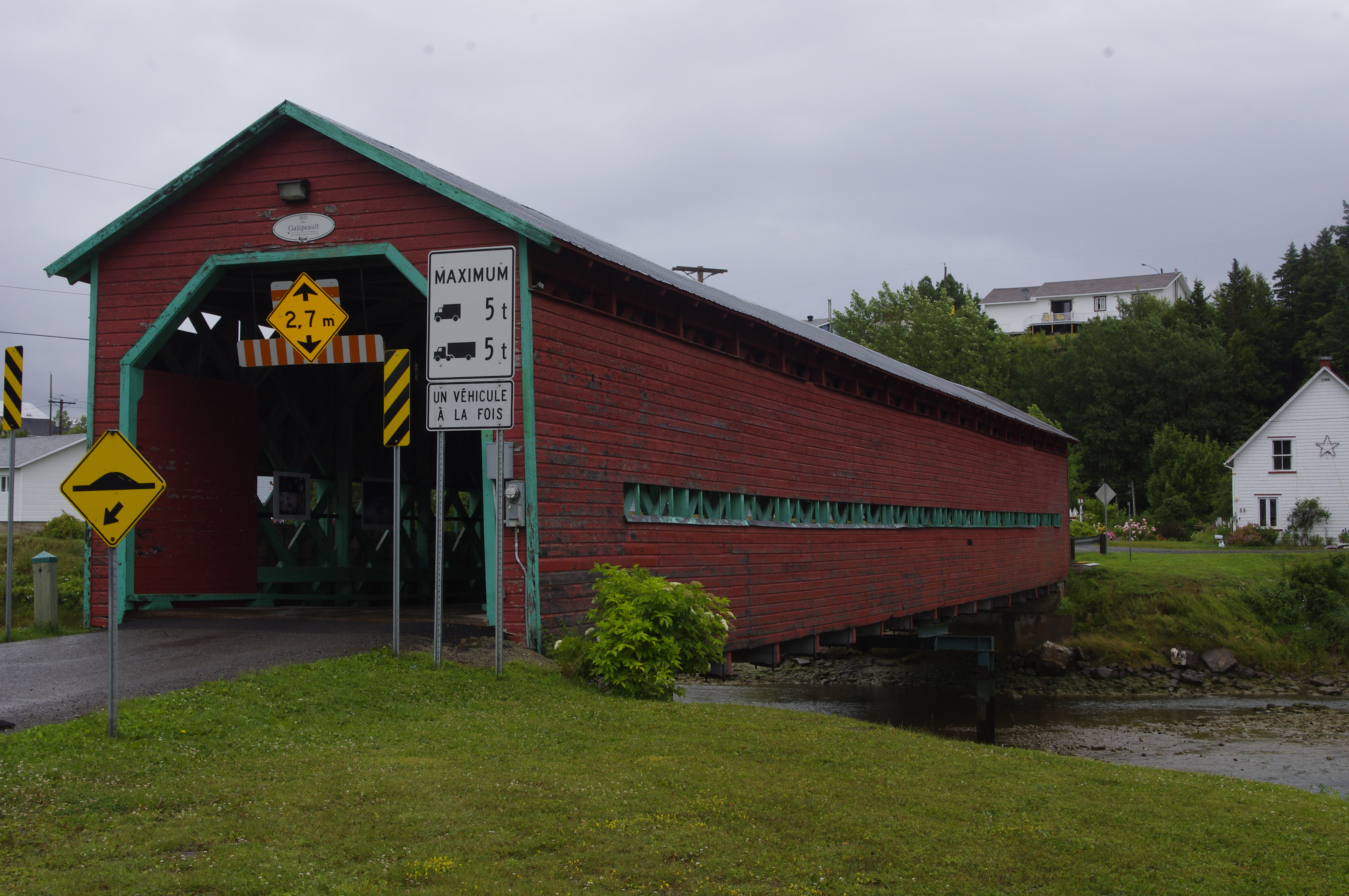
Le pont Galipeault.
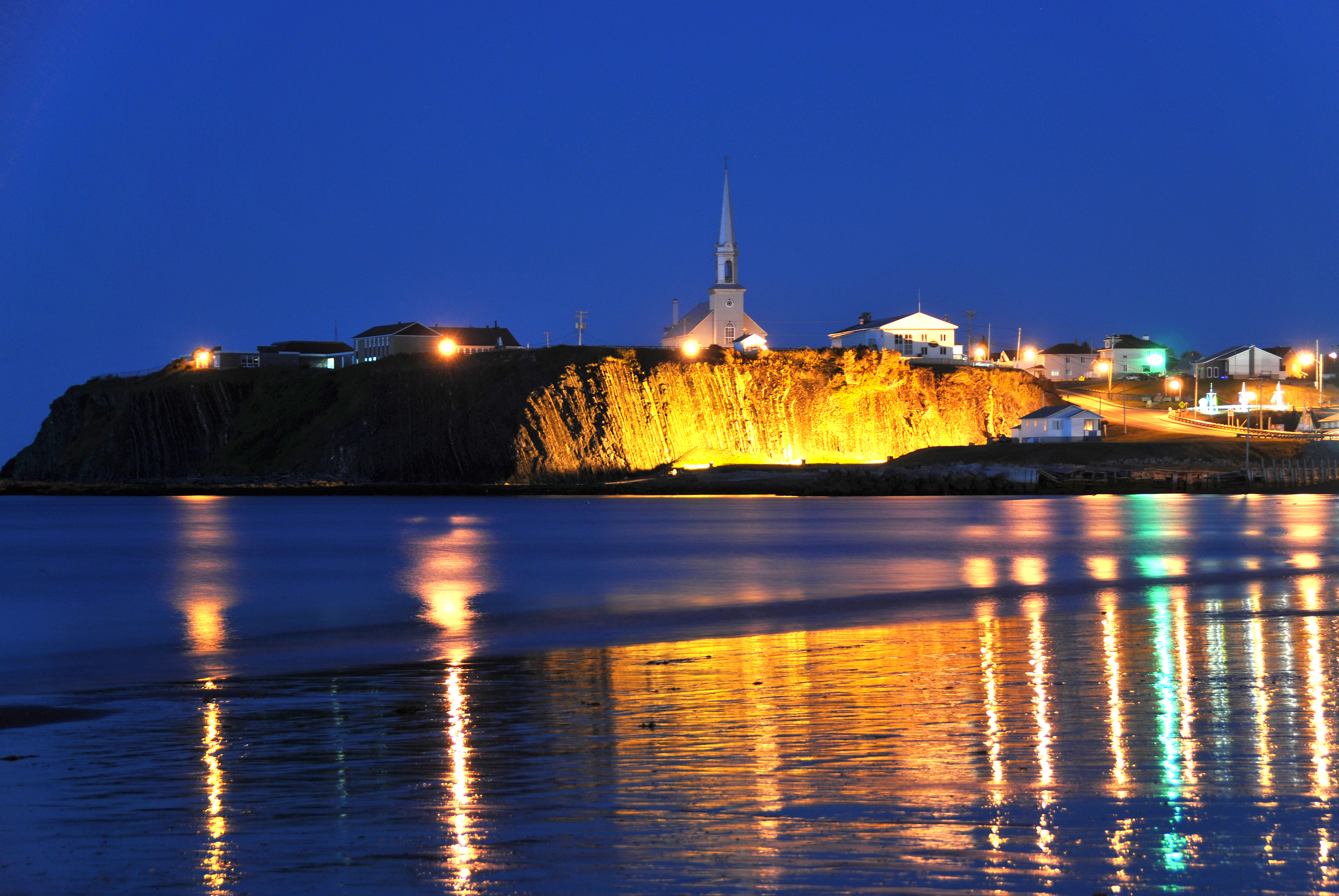
Grande-Vallée en 2010.
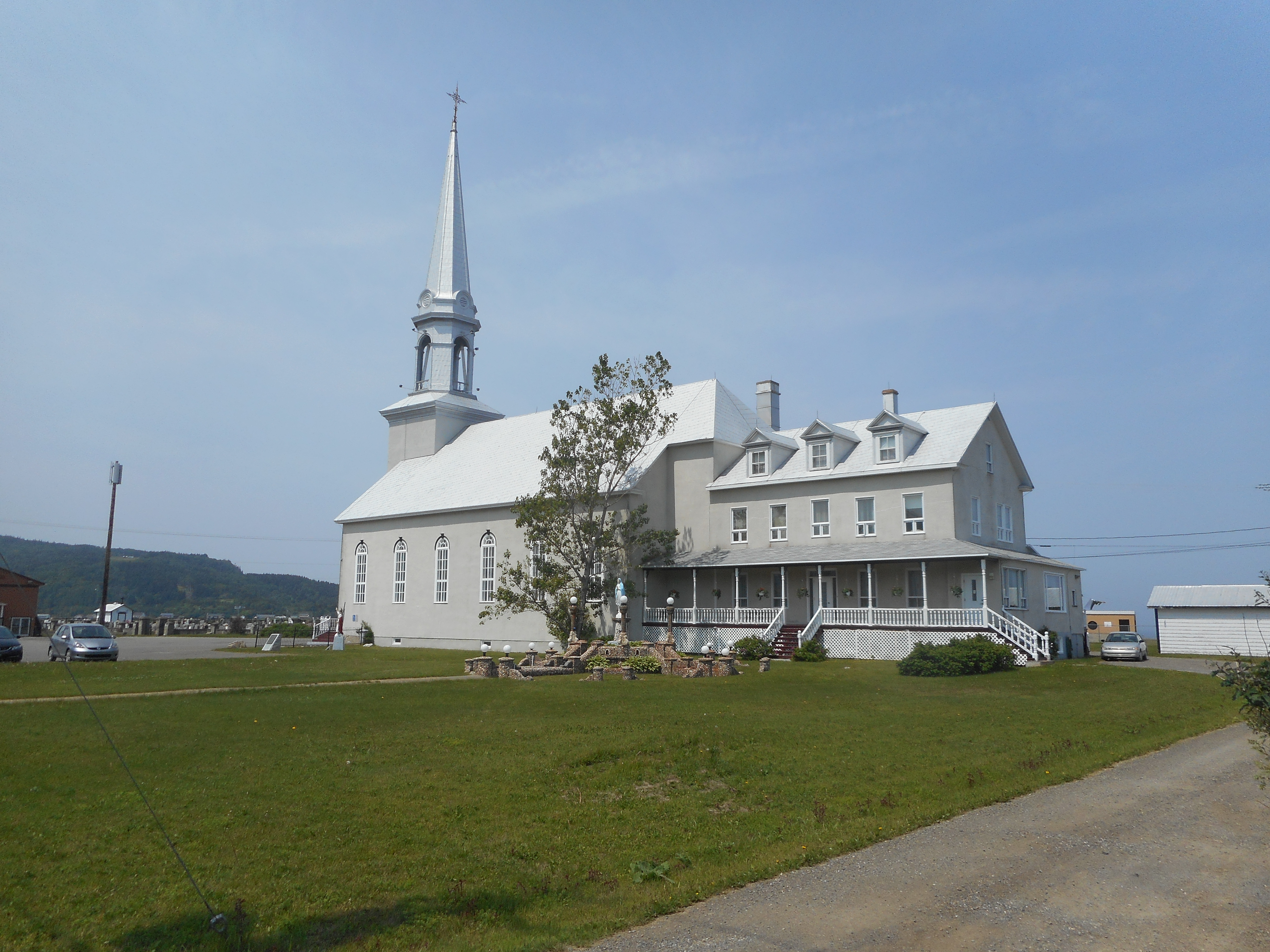
Église Saint-François-Xavier de Grande-Vallée.